# Adam Lary
Adam Lary (* 14. September 1991) ist ein polnischer American-Football-Spieler auf der Position des Cornerbacks. In der Saison 2022 steht er bei den Panthers Wrocław in der European League of Football unter Vertrag.

## Werdegang
Lary begann im Jugendalter bei den Wrocław Devils mit dem American Football und wurde bereits früh auf höchster nationaler Ebene eingesetzt. So war er in der Saison 2008 der PLFA als Cornerback Stammspieler der Devils. Im darauffolgenden Jahr kam er vereinzelt auch in der Offensive zum Einsatz und erzielte dabei einen Receiving Touchdown. 2010 stand er zu Saisonbeginn gegen die Silesia Miners auf dem Platz, verzeichnete aber keine Statistiken. Im restlichen Saisonverlauf kam er nicht mehr zum Einsatz und trug so kaum zum Gewinn des SuperFinałs bei. 2011 war der Defensive Back erneut Stammspieler der Devils, die ihren Titel nach der Finalniederlage gegen The Crew Wrocław knapp verpassten. Im August 2012 wurde Lary zur Euro-American Challenge eingeladen, die in diesem Jahr in Warschau stattfand und nach einem Trainingscamp ein Spiel des Team Europas gegen eine Auswahl der Vereinigten Staaten beinhaltete. Nach Abschluss der PLFA-Saison 2013 wurde Lary als bester Defensive Back des Jahres ausgezeichnet. Zur GFL-Saison 2014 wechselte Lary zu den Dresden Monarchs und konnte sich auch dort als Starter behaupten. Im Playoff-Halbfinale gegen die Schwäbisch Hall Unicorns erzielte Lary sechs Tackles, konnte das vorzeitige Ausscheiden aber nicht abwenden. Lary stand auch 2015 im Kader der Monarchs. Aufgrund eines Armbruchs konnte er nicht am Spielbetrieb teilnehmen. Anschließend kehrte er nach Breslau zurück, um sich den aus einer Fusion der Devils mit den Giants entstandenen Panthers Wrocław anzuschließen. Mit den Panthers gewann Lary 2016 seinen zweiten polnischen Meistertitel. Darüber hinaus wurde er nach dem SuperFinał erneut als bester Defensive Back des Jahres ausgezeichnet. Auch auf internationaler Ebene waren die Panthers zudem mit dem Gewinn der IFAF Europe Champions League 2016 erfolgreich. 2017 gewann er mit den Panthers erneut das Finale um die polnische Meisterschaft, in dem er im direkten Duell gegen Jakub Mazan antrat und eine Interception verzeichnete.
Aufgrund einer Spaltung im Jahr 2017 verließen die Panthers die PLFA und gründeten gemeinsam mit anderen polnischen Vereinen eine neue nationale Liga – die LFA. Auch in der LFA gehörte Lary mit den Panthers zu den polnischen Spitzenteams, wenngleich der Polish Bowl 2018 verloren ging.  In den folgenden beiden Jahren gewannen die Panthers hingegen wieder die Finalspiele, womit Lary seinen vierten und fünften Meistertitel holte. Zur GFL-Saison 2021 wurde Lary von den Potsdam Royals verpflichtet. Er stand in zehn Spielen auf dem Feld und konnte besonders in der für seine Position wichtigen Passverteidigung überzeugen. So gelangen ihm neben einer Interception auch sieben Break-Ups und acht Pass Deflections. Mit einem geblockten Kick war er auch in den Special-Team-Statistiken zu finden. Zur Saison 2022 nahmen ihn die Panthers Wrocław aus der European League of Football unter Vertrag.
Nationalmannschaft
Lary ist polnischer Nationalspieler und stand bei den World Games 2017 in Breslau im Kader. Polen verlor damals beide Spiele.

## Statistiken
| Jahr                                                     | Team             | Spiele | Tackles | Tackles | Tackles | Tackles | Tackles | Pass Defense | Pass Defense | Pass Defense | Pass Defense | Pass Defense | Fumbles | Fumbles | Fumbles |
| Jahr                                                     | Team             | Spiele | Total   | Solo    | Ast     | TFL     | Sack    | Int          | Yds          | TD           | BU           | PD           | FF      | FR      | TD      |
| -------------------------------------------------------- | ---------------- | ------ | ------- | ------- | ------- | ------- | ------- | ------------ | ------------ | ------------ | ------------ | ------------ | ------- | ------- | ------- |
| Polska Liga Futbolu Amerykańskiego                       |                  |        |         |         |         |         |         |              |              |              |              |              |         |         |         |
| 2008                                                     | Wrocław Devils   | 07     | 21,5    | 19      | 05      | 2,5     | 0,0     | 03           | 113          | 2            | 01           | 04           | 0       | 0       | 0       |
| 2009                                                     | Wrocław Devils   | 07     | 05,0    | 05      | 0       | 2,0     | 0,0     | 02           | 011          | 0            | 02           | 04           | 0       | 0       | 0       |
| 2010                                                     | Wrocław Devils   | 01     | 00,0    | 0       | 0       | 0,0     | 0,0     | 0            | 000          | 0            | 0            | 0            | 0       | 0       | 0       |
| 2011                                                     | Wrocław Devils   | 08     | 10,5    | 09      | 03      | 1,0     | 0,0     | 03           | 004          | 0            | 02           | 05           | 0       | 0       | 0       |
| 2012                                                     | Wrocław Devils   | 09     | 06,5    | 03      | 07      | 0,0     | 0,0     | 01           | 000          | 0            | 02           | 03           | 0       | 0       | 0       |
| 2013                                                     | Wrocław Devils   | 10     | 15,0    | 12      | 06      | 1,5     | 0,0     | 04           | 011          | 0            | 05           | 09           | 0       | 0       | 0       |
| 2016                                                     | Panthers Wrocław | 10     | 15,0    | 14      | 02      | 2,0     | 0,0     | 03           | 031          | 0            | 05           | 08           | 0       | 0       | 0       |
| 2017                                                     | Panthers Wrocław | 05     | 10,5    | 09      | 03      | 0,5     | 0,0     | 01           | 016          | 1            | 0            | 01           | 0       | 0       | 0       |
| PLFA Gesamt                                              | PLFA Gesamt      | 57     | 84,0    | 71      | 26      | 9,5     | 0,0     | 17           | 186          | 3            | 17           | 34           | 0       | 0       | 0       |
| German Football League                                   |                  |        |         |         |         |         |         |              |              |              |              |              |         |         |         |
| 2014                                                     | Dresden Monarchs | 12     | 20      | 17      | 03      | 2       | 0,0     | 1            | 66           | 0            | 02           | 03           | 0       | 0       | 0       |
| 2021                                                     | Potsdam Royals   | 10     | 16      | 10      | 06      | 1       | 0,0     | 1            | 0            | 0            | 07           | 08           | 0       | 0       | 0       |
| GFL Gesamt                                               | GFL Gesamt       | 22     | 36      | 27      | 09      | 3       | 0,0     | 2            | 66           | 0            | 09           | 11           | 0       | 0       | 0       |
| European League of Football                              |                  |        |         |         |         |         |         |              |              |              |              |              |         |         |         |
| 2022                                                     | Panthers Wrocław | 12     | 30      | 23      | 07      | 1,5     | 0,0     | 4            | 14           | 1            | 11           | 15           | 0       | 0       | 0       |
| 2023                                                     | Panthers Wrocław | 11     | 50      | 34      | 16      | 3,0     | 0,0     | 0            | 0            | 0            | 08           |              | 1       | 0       | 0       |
| ELF Gesamt                                               | ELF Gesamt       | 23     | 80      | 57      | 23      | 4,5     | 0,0     | 4            | 14           | 1            | 19           | 15           | 1       | 0       | 0       |
| Quellen: plfa.pl, stats.gfl.info, sportsmetrics.football |                  |        |         |         |         |         |         |              |              |              |              |              |         |         |         |

| Jahr                            | Team             | Spiele | Tackles | Tackles | Tackles | Tackles | Tackles | Pass Defense | Pass Defense | Pass Defense | Pass Defense | Fumbles | Fumbles | Fumbles |
| Jahr                            | Team             | Spiele | Total   | Solo    | Ast     | TFL     | Sack    | Int          | Yds          | TD           | BU           | FF      | FR      | TD      |
| ------------------------------- | ---------------- | ------ | ------- | ------- | ------- | ------- | ------- | ------------ | ------------ | ------------ | ------------ | ------- | ------- | ------- |
| European League of Football     |                  |        |         |         |         |         |         |              |              |              |              |         |         |         |
| 2023                            | Panthers Wrocław | 1      | 6       | 4       | 2       | 0       | 0       | 0            | 0            | 0            | 0            | 0       | 0       | 0       |
| ELF Gesamt                      | ELF Gesamt       | 1      | 6       | 4       | 2       | 0       | 0       | 0            | 0            | 0            | 0            | 0       | 0       | 0       |
| Quellen: sportsmetrics.football |                  |        |         |         |         |         |         |              |              |              |              |         |         |         |

## Privates
Adams jüngerer Bruder Grzegorz Lary ist ebenfalls als Footballspieler aktiv.